# Aedes niphadopsis
Aedes niphadopsis é um espécie de mosquito do Género Aedes, pertencente à família Culicidae.